# Liz Shore
Elizabeth Catherine «Liz» Shore, Lady Shore de Stepney (de soltera Wrong; 19 de agosto de 1927-20 de febrero de 2022) fue una médica de cabecera y funcionaria pública británica que se desempeñó como subdirectora médica del Reino Unido de 1977 a 1985. Introdujo medidas para alentar a las mujeres médicas a volver al trabajo después de tener hijos y apoyar su promoción dentro del servicio de salud.

## Primeros años
Nació como Elizabeth Catherine Wrong en 1927 en Oxford, hija de Edward Murray Wrong y Rosalind Wrong, ambos historiadores. Su padre murió cuando ella era joven y la enviaron con dos de sus hermanos a vivir con su abuelo en Canadá. Regresó a Inglaterra a los diez años y asistió a la Oxford High School y al Cheltenham Ladies' College. Luego se graduó de Newnham College, Cambridge antes de completar su formación médica en el Medical College of St Bartholomew's Hospital. Se casó con Peter Shore, un político del Partido Laborista a quien había conocido en Cambridge, en 1948. Tuvieron cuatro hijos juntos: Thomasina, Tacy, Piers y Crispin.

## Carrera
Shore comenzó su carrera como médica de cabecera en Londres y Harlow, Essex. Ocupó puestos de salud pública en el Consejo del Condado de Hertfordshire y luego en el Consejo del Condado de Londres, antes de unirse al Ministerio de Salud en Whitehall en 1962. Cuando fue nombrada Directora Médica Adjunta en 1977, una de sus principales iniciativas fue apoyar a las mujeres médicas para que regresaran a la fuerza laboral médica después de tener hijos y alentar la progresión de las mujeres médicas a puestos más altos dentro del servicio de salud. También participó en la reestructuración del Servicio Nacional de Salud para aumentar la proporción de médicos sénior a júnior al agregar puestos adicionales de consultora. Fue nombrada Compañera de la Orden del Baño en 1980 por su contribución al servicio de la salud y fue nominada para el ascenso a Directora Médica en 1984. Aunque se informó que Shore era la candidata más fuerte, su nominación fue vetada por la primera ministra Margaret Thatcher debido a la afiliación del esposo de Shore al Partido Laborista de oposición.
Desilusionada con los conservadores, Shore renunció a su cargo en 1985 y dejó el servicio civil para convertirse en decana de educación médica de posgrado para la Autoridad de Salud Regional del Noroeste del Támesis. Fue miembro del Consejo Médico General de 1989 a 1994 y fue presidenta de la Federación de Mujeres Médicas de 1990 a 1992.

## Vida posterior
Se convirtió en Lady Shore de Stepney en 1997 cuando su esposo fue nombrado miembro de la Cámara de los Lores después de ocupar un escaño en el parlamento durante más de tres décadas, aunque ella prefería el título de «Dra.» a «Lady». Se retiró a St Ives, Cornualles y murió el 20 de febrero de 2022.